# Roberts Ozols
Roberts Ozols (ur. 10 września 1995 w Kuldydze) – łotewski piłkarz występujący na pozycji bramkarza.

## Kariera
Karierę piłkarską rozpoczął w 2013 roku w Metalurgs Lipawa. 1 sierpnia 2013 został zawodnikiem Spartaksu Jurmała. 1 stycznia 2014 dołączył do drużyny Daugava Ryga. 1 stycznia 2016 został zawodnikiem Riga FC. W sezonie 2016/2017 i w sezonie 2017 zajął drugie miejsce w rozgrywkach o Puchar Łotwy. W 2018 roku zdobył wraz ze swoją drużyną Puchar Łotwy i został mistrzem Łotwy w piłce nożnej. We wrześniu 2019 był powołany na mecze seniorskiej reprezentacji Łotwy z Austrią, Macedonią Północną i Polską. W żadnym z nich jednak nie zagrał, spędzając w każdym z nich 90 minut na ławce rezerwowych.
7 października 2020 zadebiutował w reprezentacji w zremisowanym 1:1 meczu z Czarnogórą.